# 剪春罗
剪春罗（学名：Lychnis coronata）为石竹科剪秋罗属的植物。分布在世界广布以及中国大陆的四川、浙江、江苏、江西等地，生长于海拔200米至1,500米的地区，常生长在疏林下或灌丛草地。

## 别名
剪金花、雄黄花（中国种子植物分类学） 剪夏罗（浙江天目山药用植物志） 山田茶（中国高等植物图鉴） 一支蒿、婆婆针线包（四川）

## 延伸阅读
[在维基数据编辑]
 《欽定古今圖書集成·博物彙編·草木典·剪春羅部》，出自陈梦雷《古今圖書集成》